# Claudia Giovine
Claudia Giovine (Brindisi, 18 luglio 1990) è una tennista italiana.

## Biografia
Nata a Brindisi, vi vive tuttora. È cugina di Flavia Pennetta. Allenata dalla madre Elvy Intiglietta, ha iniziato a giocare a tennis all'età di 5 anni.
Nella sua carriera a livello ITF ha vinto dodici titoli in singolare e ventisei in doppio.
Professionista dal 2008, ha raggiunto come miglior piazzamento nel ranking WTA (257sima) il 9 agosto 2010. Nel doppio la sua migliore posizione è stata la 190 raggiunta il 6 giugno 2011.
Il 5 maggio 2016 dopo aver vinto il torneo di pre-qualificazione ha ottenuto una wild card per disputare il Torneo Premier 5 di Roma.

## Statistiche ITF

### Singolare

#### Vittorie (12)
| Torneo $100.000     |
| Torneo $75.000      |
| Torneo $50.000 (1)  |
| Torneo $25.000 (8)  |
| Torneo $15.000 (2)  |
| Torneo $10.000 (13) |

| No. | Data              | Torneo                                       | Superficie  | Avversaria in finale | Punteggio          |
| 1.  | 27 luglio 2008    | MTA Cup, Jesi                                | Cemento     | Cristina Celani      | 6-2, 6-3           |
| 2.  | 28 febbraio 2010  | Portimão Tivoli Ladies Open, Portimão        | Cemento     | Kiki Bertens         | 3-6, 6-2, 7–6(1)   |
| 3.  | 13 luglio 2013    | Trofeo Mabo, Torino                          | Terra rossa | Federica Di Sarra    | 4-6, 7–6(6), 6-2   |
| 4.  | 26 gennaio 2014   | Tinajo                                       | Cemento     | Laura Pous Tió       | 6-3, 0-6, 6-1      |
| 5.  | 12 ottobre 2014   | Forte Village International Tournament, Pula | Terra rossa | Janneke Wikkerink    | 6–3, 6-3           |
| 6.  | 27 marzo 2016     | , Hammamet                                   | Terra rossa | Elena Gabriela Ruse  | 6–4, 6-0           |
| 7.  | 4 settembre 2016  | ITF Womens Circuit, Trieste                  | Terra rossa | Deborah Chiesa       | /-5, 0-6, 6-2, 6-0 |
| 8.  | 2 ottobre 2016    | Forte Village International Tournament, Pula | Terra rossa | Alice Balducci       | 6–4, 6-3           |
| 9.  | 23 settembre 2018 | Magic Hotel Tours, Monastir                  | Cemento     | Susanne Celik        | 6–3, 6-3           |
| 10. | 16 dicembre 2018  | Magic Hotel Tours, Monastir                  | Cemento     | Chi Chi Scholl       | 6–0, 6-0           |
| 11. | 23 dicembre 2018  | Magic Hotel Tours, Monastir                  | Cemento     | Chi Chi Scholl       | 6–1, 7–6(6)        |
| 12. | 2 novembre 2019   | Raiffeisen ITF Val Gardena/SÜdTirol, Ortisei | Cemento     | Anja Wildgruber      | 4-6, 6-1, 6-1      |

### Doppio

#### Vittorie (24)
| Torneo $100.000     |
| Torneo $75.000      |
| Torneo $50.000 (1)  |
| Torneo $25.000 (2)  |
| Torneo $15.000      |
| Torneo $10.000 (10) |

| Numero | Data              | Torneo                                                           | Superficie  | Compagna            | Avversarie in finale                       | Punteggio            |
| 1.     | 17 agosto 2007    | ITF Women's Circuit Pesaro, Pesaro                               | Terra rossa | Andreea Văideanu    | Melisa Cabrera-Handt Carolina Gago-Fuentes | 6-4, 6-0             |
| 2.     | 1º settembre 2007 | ITF Women's Circuit Vittoria, Vittoria                           | Terra rossa | Valentina Sulpizio  | Lucia Gatti Gabriella Polito               | 6-2, 6-1             |
| 3.     | 19 luglio 2008    | ITF Women's Circuit Imola, Imola                                 | Sintetico   | Erika Zanchetta     | Sabrina Capannolo Christian Thompson       | 7–6(5), 6-4          |
| 4.     | 14 settembre 2008 | ITF Women's Circuit Ciampino, Ciampino                           | Terra rossa | Regina Kulikova     | Stefania Chieppa Lisa Sabino               | 6-4, 4-6, [10-7]     |
| 5.     | 15 marzo 2009     | ITF Women's Circuit Roma, Roma                                   | Terra rossa | Valentina Sulpizio  | Jasmina Kajtazovic Lucia Sainz-Pelegri     | 4-6, 6-0, [10-6]     |
| 6.     | 1º agosto 2009    | Trofeo Città di Gardone Val Trompia, Gardone Val Trompia         | Terra rossa | Stefania Chieppa    | Stefania Fadabini Anna-Giulia Remondina    | 4-6, 6-2, [12-10]    |
| 7.     | 7 agosto 2010     | Monteroni International, Monteroni D'Arbia                       | Terra rossa | Valentina Sulpizio  | Evelyn Mayr Julia Mayr                     | 6-2, 4-6, [10-5]     |
| 8.     | 19 settembre 2010 | Save Cup, Mestre                                                 | Terra rossa | Karin Knapp         | Eva Birnerová Andreja Klepač               | 6(6)–7, 7-5, [13-11] |
| 9.     | 31 luglio 2011    | ITF Women's Circuit Vigo, Vigo                                   | Cemento     | Justine Ozga        | Vanesa Furlanetto Aranza Salut             | 6–1, 6–3             |
| 10.    | 3 marzo 2012      | GD Tennis Academy 8, Antalya                                     | Terra rossa | Anne Schäfer        | Sanaz Marand Nicola Slater                 | 6–3, 3–6, [10–7]     |
| 11.    | 1º settembre 2013 | Trofeo CPZ, Bagnatica                                            | Terra rossa | Anastasia Grymalska | Silvia Mocciola Natasha Piludu             | 6–3, 6–3             |
| 12.    | 29 settembre 2013 | Forte Village International Tournament, Santa Margherita di Pula | Terra rossa | Alice Matteucci     | Carolin Daniels Laura Schäder              | 1–6, 6–3, [10–5]     |
| 13.    | 7 dicembre 2013   | Torneo Internazionale Femminile Sanprimo, Duino Aurisina         | Terra rossa | Alice Matteucci     | Anastasia Grymalska Yuliana Lizarazo       | 7–6(4), 6-1          |
| 14.    | 3 maggio 2014     | Forte Village International Tournament, Pula                     | Terra rossa | Diana Enache        | Martina Caregaro Anna Floris               | 6-2, 6-4             |
| 15.    | 6 dicembre 2014   | ITF Womens Circuit, Sharm El Sheikh                              | Cemento     | Nikola Frankova     | Anna Morgina Anastasia Pribylova           | 7–6(1), 4-6, 10-6    |
| 16.    | 7 febbraio 2015   | ITF Womens Circuit, Glasgow                                      | Cemento     | Corinna Dentoni     | Tara Moore Conny Perrin                    | 0-6, 6-1, 10-7       |
| 17.    | 4 aprile 2015     | Forte Village International Tournament, Pula                     | Terra       | Nikola Zimmermann   | Irina Maria Bara Lilla Barzó               | 7–6(4), 6-3          |
| 18.    | 17 luglio 2015    | ITF Womens Circuit, Imola                                        | Terra       | Xenia Knoll         | Despina Papamichail Bernarda Pera          | 7-5, 6-2             |
| 19.    | 17 luglio 2015    | Tiro a volo, Roma                                                | Terra       | Despina Papamichail | Tara Moore Conny Perrin                    | 6-4, 7–6(2)          |
| 20.    | 30 agosto 2015    | ITF Womens Circuit, Woking                                       | Terra       | Despina Papamichail | Harriet Dart Katy Dunne                    | 6-2, 6-1             |
| 20.    | 24 giugno 2015    | ITF Womens Circuit, Roma                                         | Terra       | Katarzyna Piter     | Andrea Gámiz Reka-Luca Jani                | 6-3, 3-6, 10-7       |
| 21.    | 23 settembre 2017 | Forte Village International Tournament, Pula                     | Terra       | Anastasia Grymalska | Martina Caregaro Martina Di Giuseppe       | 3-6, 7-5, 6-4        |
| 22.    | 30 settembre 2017 | Forte Village International Tournament, Pula                     | Terra       | Tereza Mrdeža       | Gabriela Cé Catalina Pella                 | 6-3, 6-1             |
| 23.    | 4 novembre 2017   | Forte Village International Tournament, Pula                     | Terra       | Camilla Rosatello   | Anastasia Grymalska Ganna Poznikhirenko    | 6-2, 2-6, 10-7       |
| 23.    | 17 dicembre 2017  | ITF Womens Circuit, Hammamet                                     | Terra       | Giorgia Marchetti   | Victoria Muntean Isabella Shinikova        | 6-3, 6-1             |
| 24.    | 22 settembre 2018 | Magic Hotel Tours, Monastir                                      | Cemento     | Martina Biagianti   | Nadia Echeverria Allam Anna Popescu        | 6-1, 6-2             |